# Strobilanthes pteroclada
Strobilanthes pteroclada là một loài thực vật có hoa trong họ Ô rô. Loài này được R. Ben. miêu tả khoa học đầu tiên năm 1922.